# 루이 르노 (기업인)
루이 르노(프랑스어: Louis Renault, 1877년 2월 15일 ~ 1944년 10월 24일)는 프랑스의 기업인으로 자동차 회사 르노의 설립자이기도 하다.

## 생애
파리의 부르주아 가정에서 다섯 남매 가운데 넷째로 태어났으며 어린 시절부터 공학과 역학에 관심이 많았다. 1898년에는 드 디옹 브통 엔진을 개조한 자동차를 만들었는데 그가 만든 자동차는 구동축과 3단 변속기가 장착되어 있는 것이 특징이었다. 특히 그가 만든 3단 변속기는 자동 운전이 가능하다는 특징이 있었으며 1년 뒤 특허를 취득하게 된다. 르노는 자신이 만든 자동차에 '부아튀레트'(Voiturette, 프랑스어로 "작은 자동차"라는 뜻)라는 이름을 붙여주었다.
1898년 12월 24일에는 자신이 만든 자동차가 몽마르트 언덕에 있는 레피크 거리를 오를 수 있는가를 놓고 자신의 친구들과 내기를 걸었고 그 내기에서 승리한 대가로 자동차 13대를 판매하게 된다. 1899년에는 자신의 형인 마르셀 르노, 페르낭 르노와 함께 자동차 회사 르노를 설립했는데 초기 르노의 영업과 경영은 마르셀과 페르낭이 맡았으며 루이는 디자인과 제조를 맡았다. 그러나 1903년 마르셀이 파리-마드리드 자동차 경주 대회에 참가하던 도중에 사망했고 1908년에는 페르낭이 건강상의 이유로 회사를 그만두면서 루이가 회사 운영 전반을 관리하게 되었다.
제2차 세계 대전 시기에 르노는 프랑스군에게 가장 중요한 군수 물자 생산 업체 가운데 하나가 되었지만 1940년 나치 독일이 프랑스를 점령하면서 르노도 나치 독일에 접수된다. 이 과정에서 독일은 다임러와 벤츠에서 파견된 노동자를 르노 공장 근로자로 기용했다. 1942년 3월 연합국 군대의 공습으로 공장이 파괴되면서 루이는 실어증을 앓게 된다. 1944년 프랑스가 해방된 이후 나치 부역자로 몰려 프레스네 교도소에 수감되었고 한 달 뒤에 발드마른주 프렌에 위치한 교도소에서 세상을 떠났다.